# Kančí vrch (Jizerské hory)
Kančí vrch (německy Schwarzberg, 679,9 m n. m.) je nejvyšší bod Albrechtické vrchoviny, nejzápadnější části Jizerských hor. Nachází se ve vzdálenosti jednoho kilometru východním směrem od Albrechtic u Frýdlantu, jež tvoří část Frýdlantu. Vrchol má podobu kupy širokého hřbetu složeného především z plástevné biotiticko-muskovitické ruly. Na svazích se nacházejí balvany a vzácné izolované skalky.
Je téměř zcela zalesněn smrkovým porostem. V podrostu se nachází borůvky či třtiny. Na západním úpatí na Kančí vrch navazují pole, louky a zahrady. Na vrcholu se vyskytují také objekty lehkého opevnění budovaného před druhou světovou válkou.